# Pastwa
Pastwa (niem. Gross Weide) – wieś w Polsce położona w województwie pomorskim, w powiecie kwidzyńskim, w gminie Kwidzyn.
W latach 1975–1998 miejscowość administracyjnie należała do województwa elbląskiego.

## Zabytki
Według rejestru zabytków NID na listę zabytków wpisany jest kościół ewangelicki, obecnie rzymskokatolicki filialny pw. Najświętszego Serca Pana Jezusa, z 1910, nr rej.: A-1886 z 19.04.2012.